# Motolský hřbitov
Motolský hřbitov (lesní hřbitov, urnový háj) se nachází v Praze 5 v městské čtvrti Motol v ulici Plzeňská v sousedství Krematoria Motol. Včetně staveb má rozlohu 12 hektarů a spolu s krematoriem je ve správě příspěvkové organizace Hřbitovy a pohřební služby hl. m. Prahy, Hřbitovní správa Motol.

## Historie a popis
Roku 1937 vznikl původní návrh architekta Aloise Mezery na stavbu krematoria v Motole, nebyl však přijat. Realizován byl až návrh architekta Josefa Karla Říhy v letech 1951–1954. Zároveň se stavbou krematoria byl založen hřbitov koncipovaný jako lesní hřbitov. Rozkládá se na zalesněném návrší v Přírodním parku Košíře-Motol, protéká jím Motolský potok. Slouží výhradně k ukládání zpopelněných ostatků. Součástí je urnový háj, dvě rozptylové loučky s rybníčkem uprostřed, vsypové loučky, čestné pohřebiště popravených obětí III. odboje, kolumbária a pohřebiště vojáků Wehrmachtu.

V areálu je umístěna socha Dohasínající krása od Viléma Amorta (1864–1913) z roku 1913, na vstupní bráně pískovcová plastika Bol od Miloslava Hejného (1925–2013) z roku 1955.

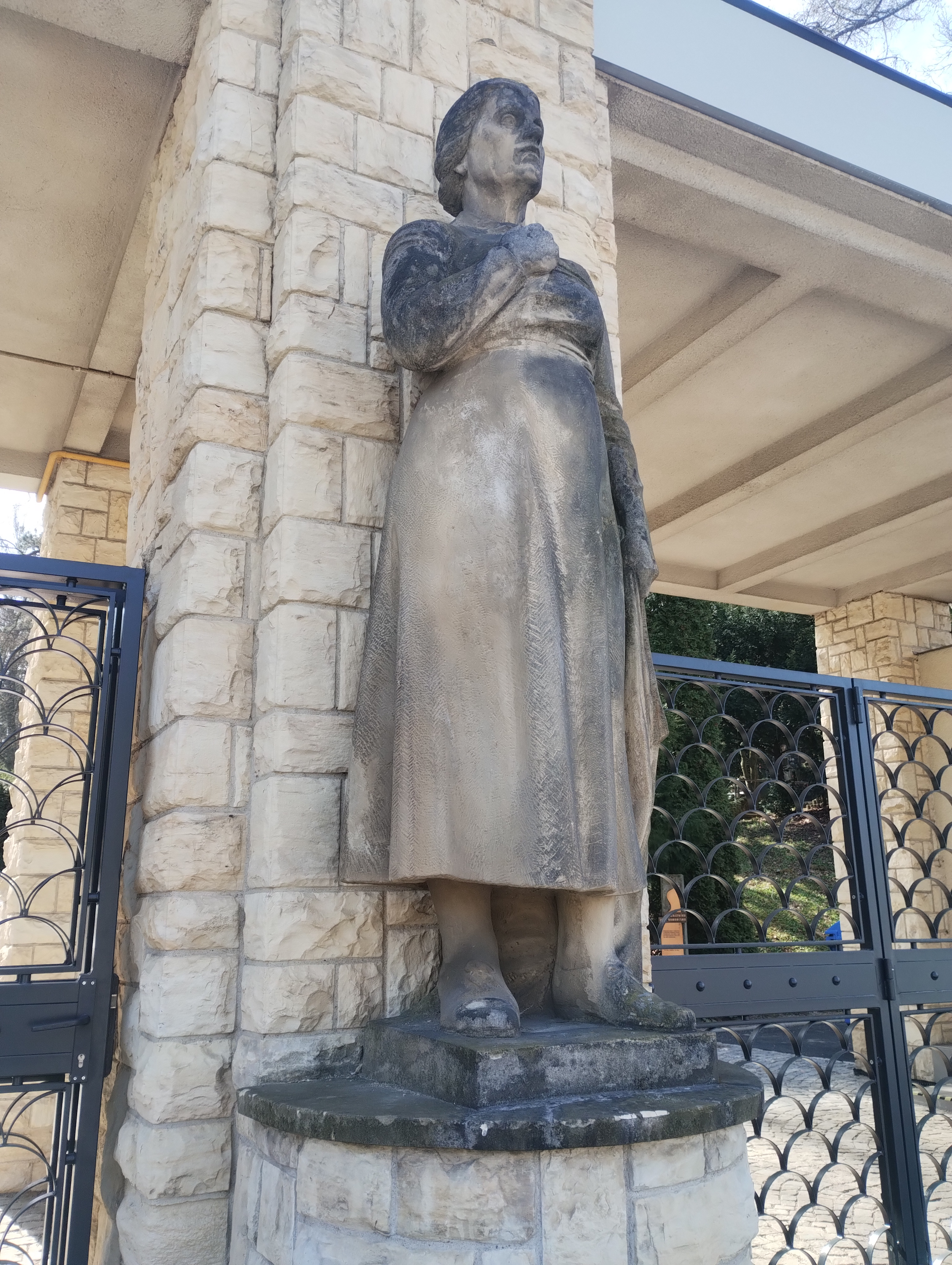
Pískovcová plastika Bol od Miloslava Hejného na vstupní bráně
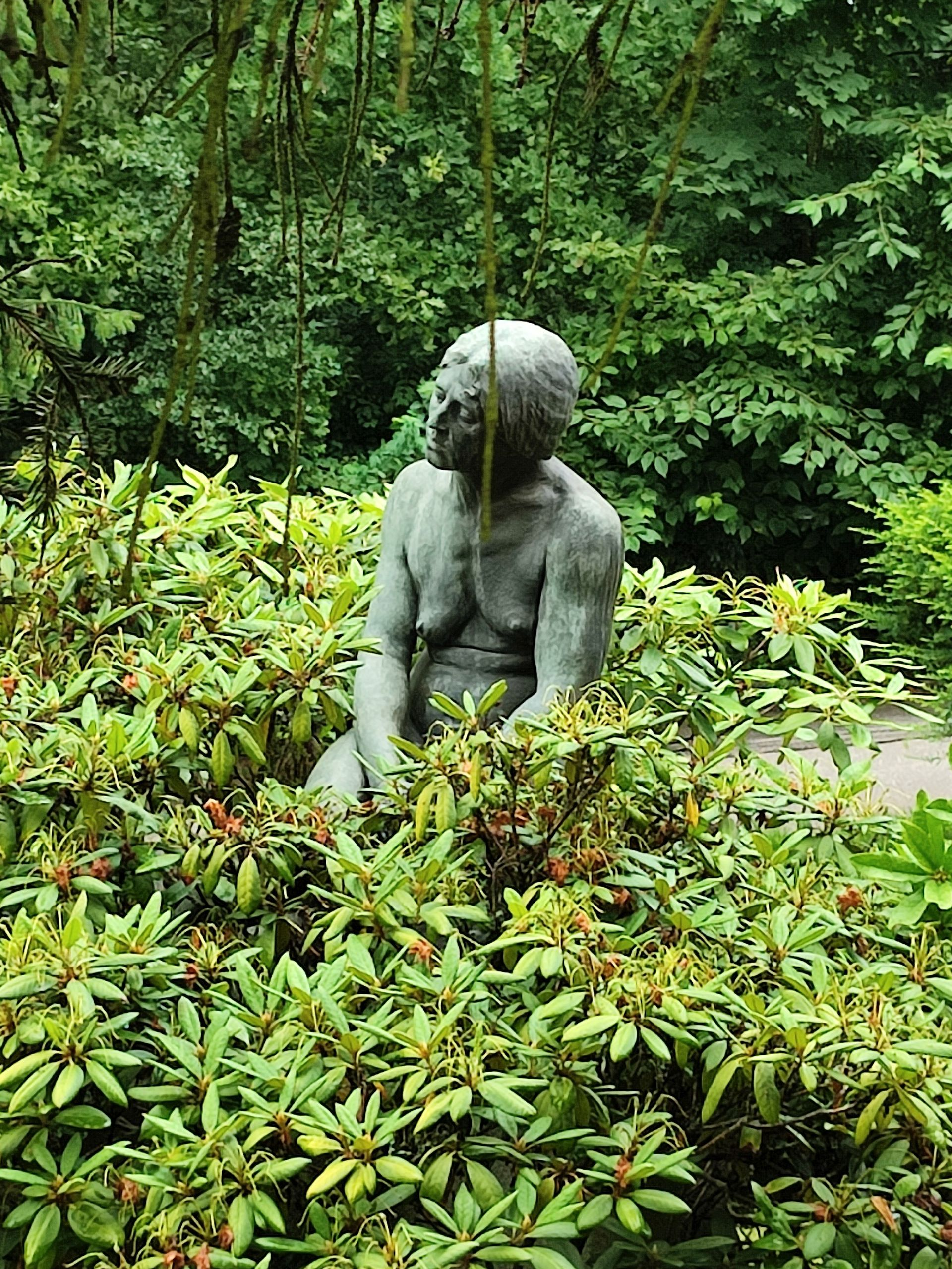
Socha Dohasínající krása od Viléma Amorta

## Čestné pohřebiště hrdinů III. odboje
V roce 1965 byly správě Motolského hřbitova Vězeňskou službou předány urny, které se do té doby nacházely v Pankrácké věznici. Tyto urny byly deponovány do společného šachtového hrobu vpravo za branou hřbitova. Dokument nalezený v roce 1999 prokázal, že se zde nacházejí urny s popelem popravených politických vězňů. Čestné pohřebiště politických vězňů bylo s pietou otevřeno a vysvěceno 20. května 2000. V roce 2012 byl památník doplněn o dvě tmavě šedé mramorové desky se jmény 39 politických vězňů.
Na ukazateli vedoucímu k památníku (po vstupu hlavní bránou vpravo) je nápis:
„Nespěcháš-li, zajdi alespoň na chvíli za těmi, kteří se svobody nedožili, zemřeli za tebe, zemřeli za nás.“

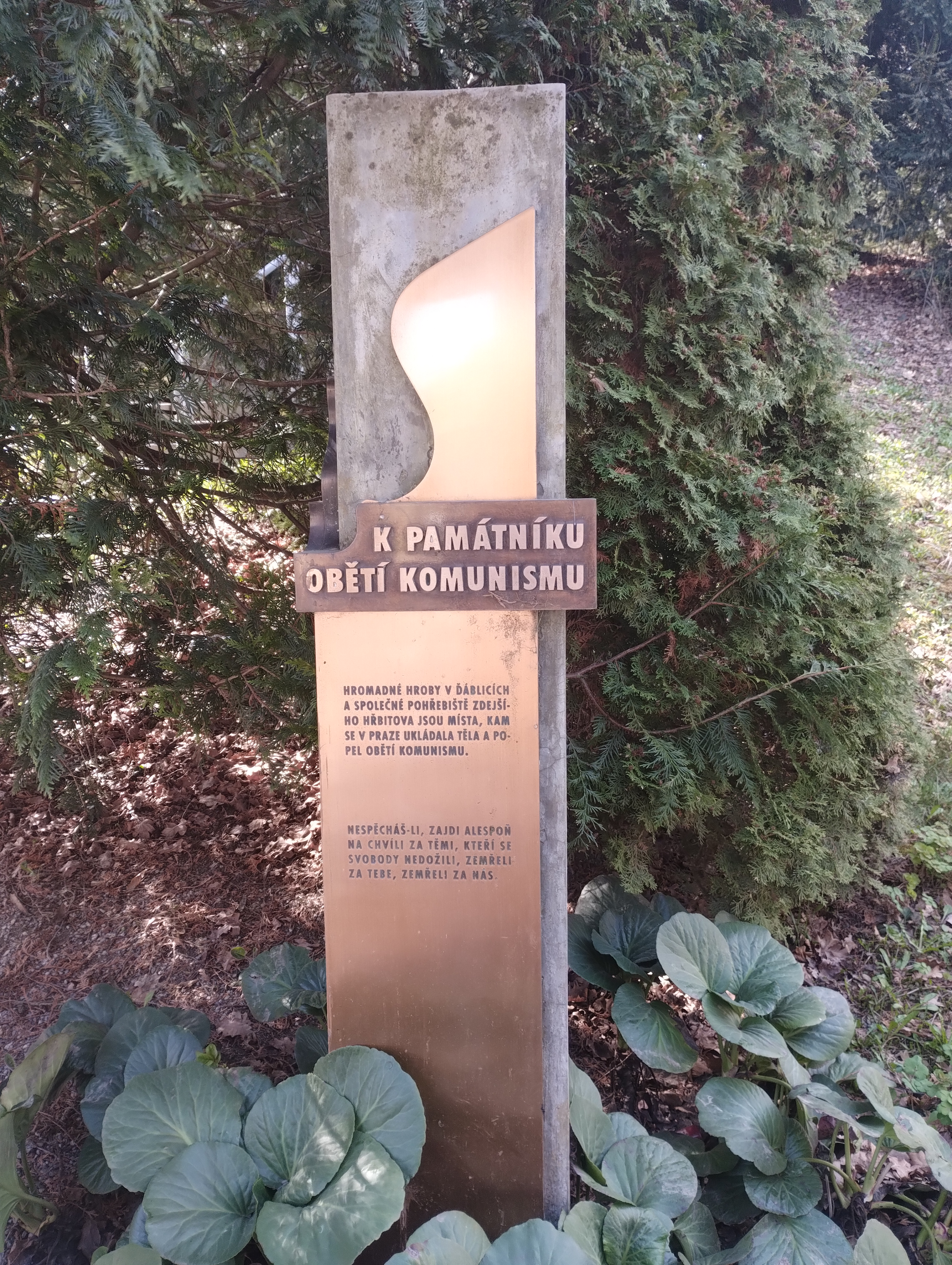
Ukazatel vedoucí k památníku
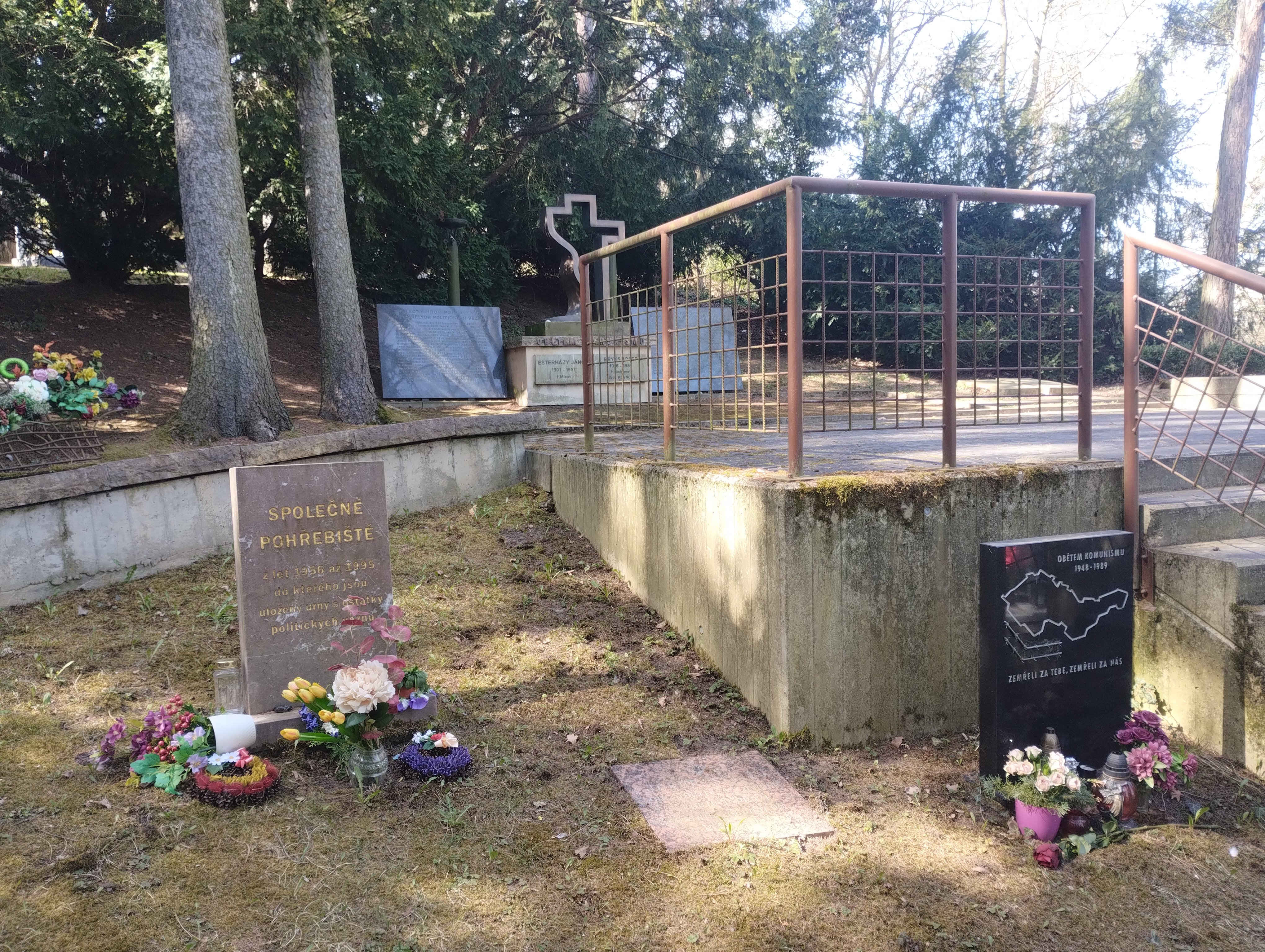
Společné pohřebiště
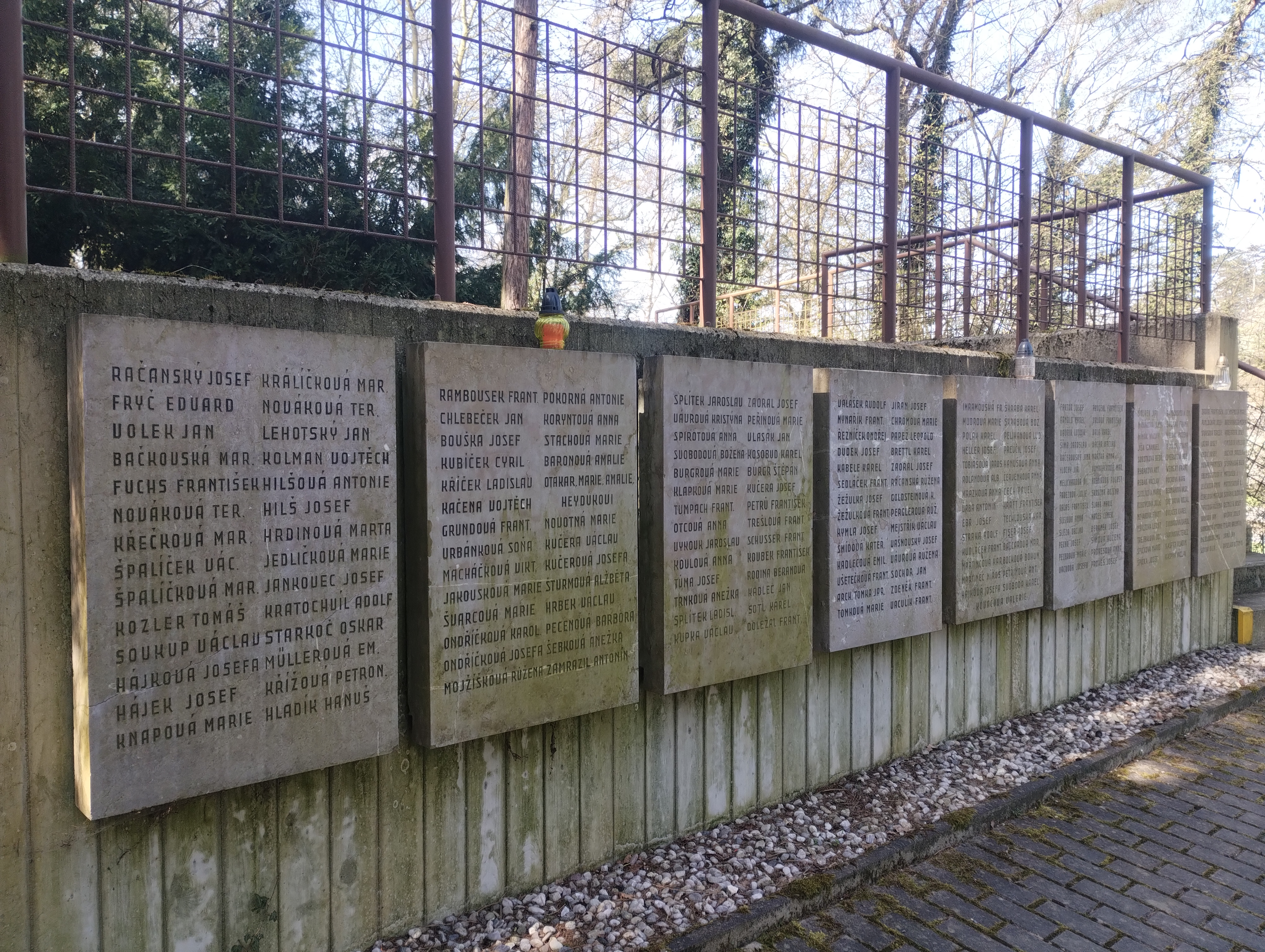
Desky se jmény
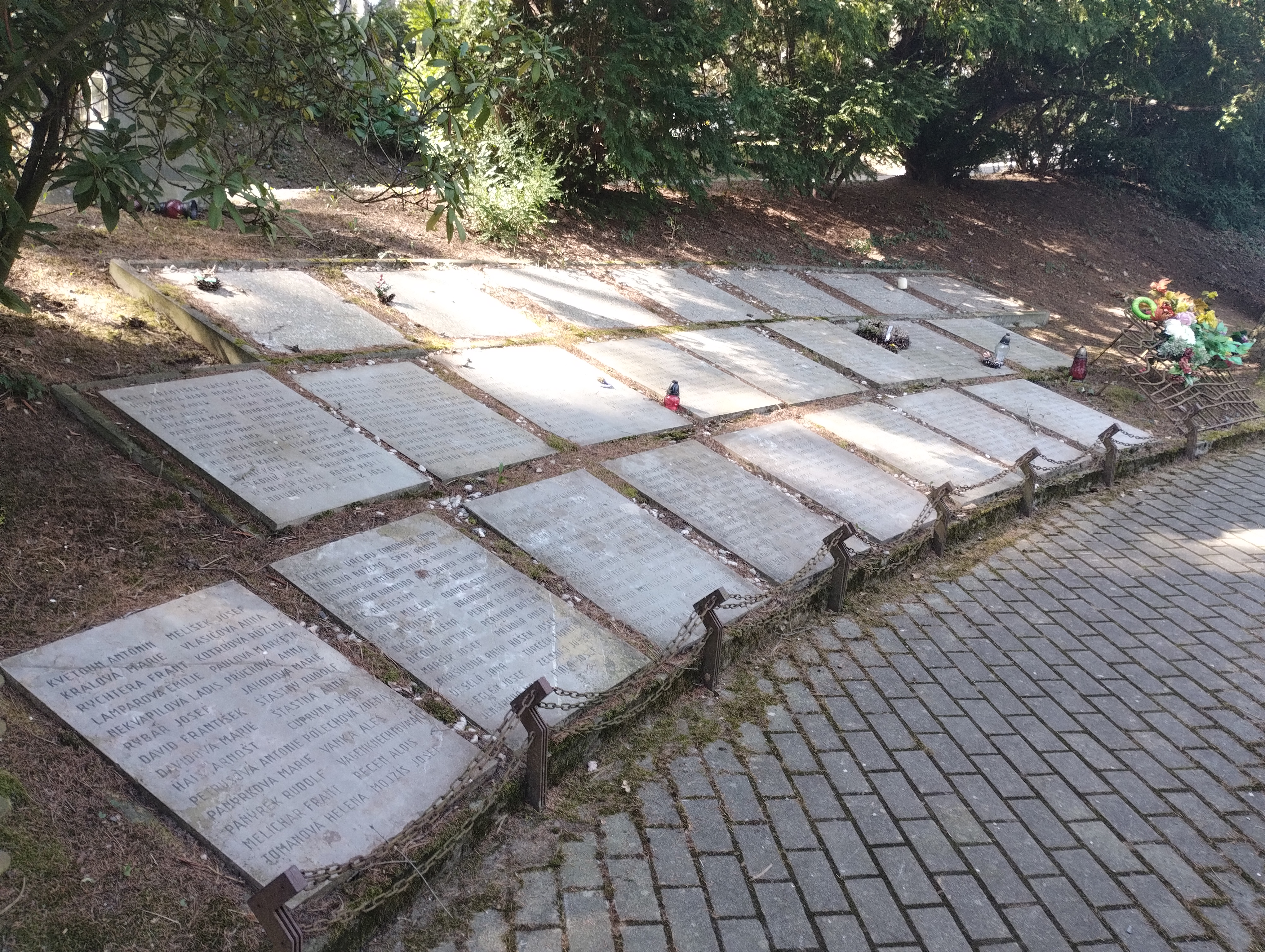
Desky
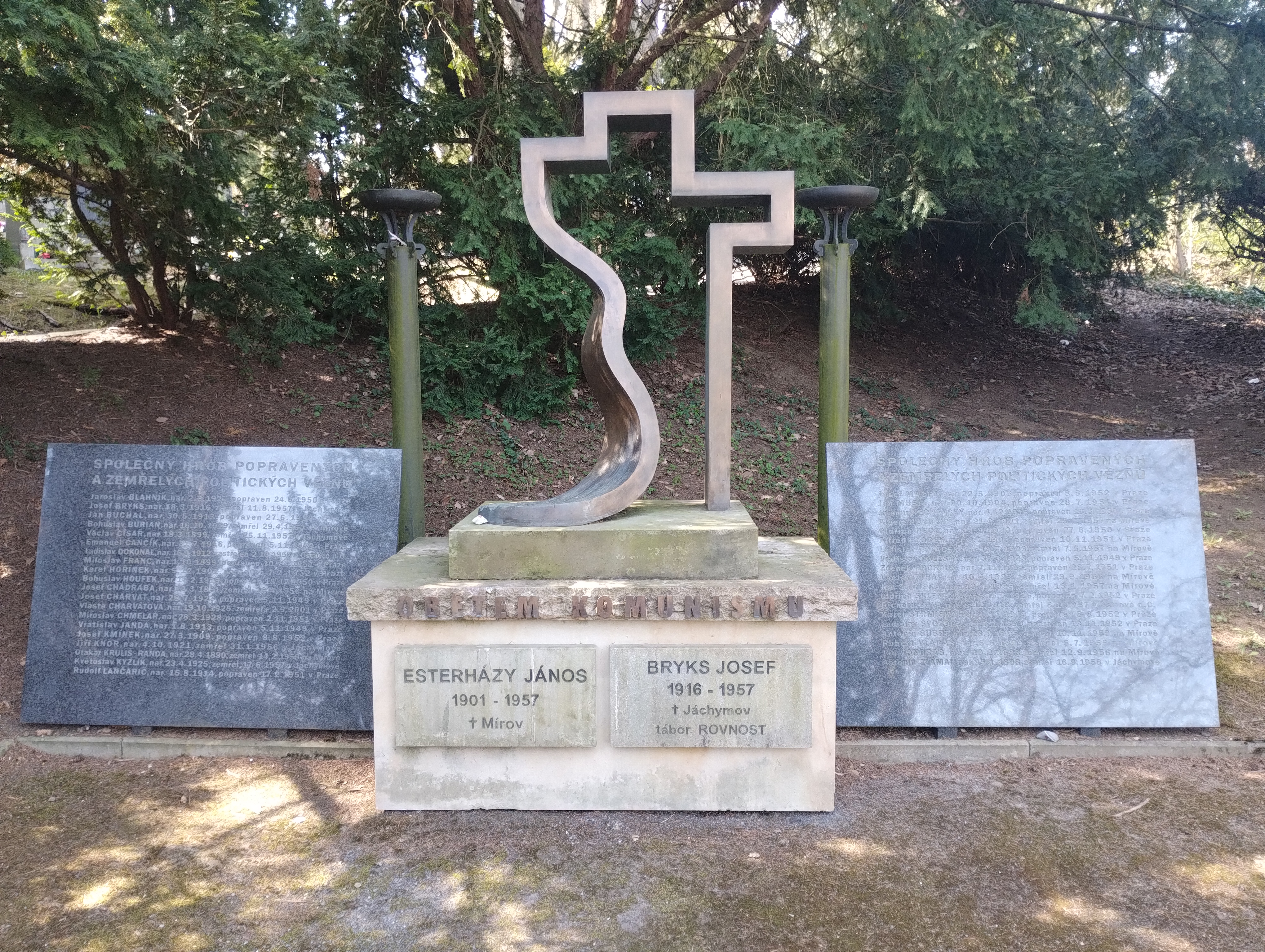
Památník instalovaný v roce 2000 a dvě šedé mramorové desky přidané v roce 2012 se jmény politických vězňů

## Pohřbené osobnosti
- Alberto Vojtěch Frič (1882–1944), cestovatel, spisovatel, etnograf, botanik, fotograf
- Věra Galatíková (1938–2007), herečka
- Vlastimil Hála (1924–1985), hudební skladatel a trumpetista
- František Hamza (1868–1930), lékař a spisovatel
- František Kriegel (1908–1979), lékař, politik
- Nina Popelíková (1920–1982), herečka
- Ota Sklenčka (1919–1993), herec
- Ing. Jiří Šindler - 33násobný startér Velké Pardubické
- Milan Štěrba (1973–2008), voják AČR padlý v Afghánistánu
- Michal Velíšek (1973–2005), televizní střihač
- Stella Zázvorková (1922–2005), herečka

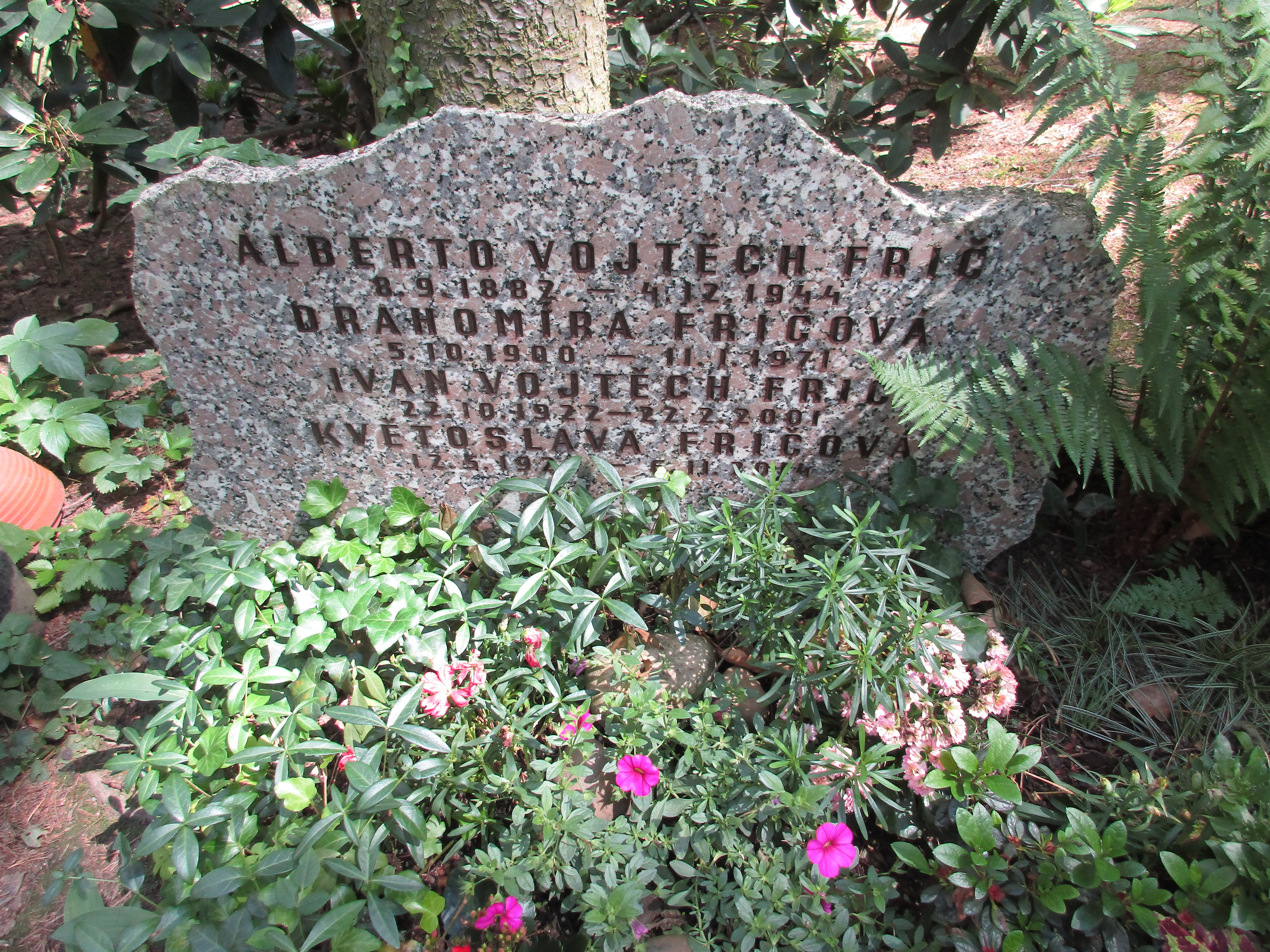
Hrob Alberta Vojtěcha Friče
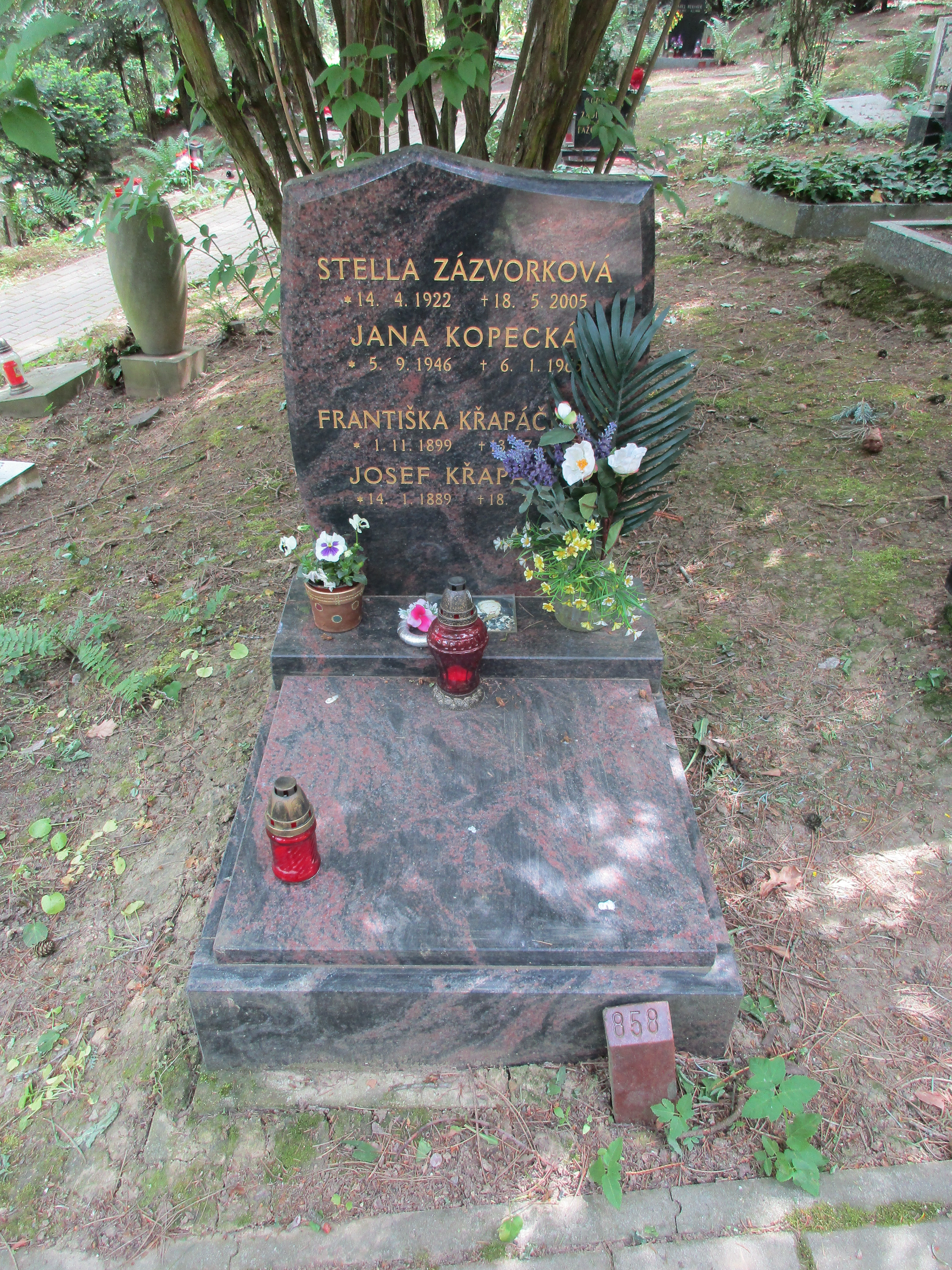
Hrob Stelly Zázvorkové
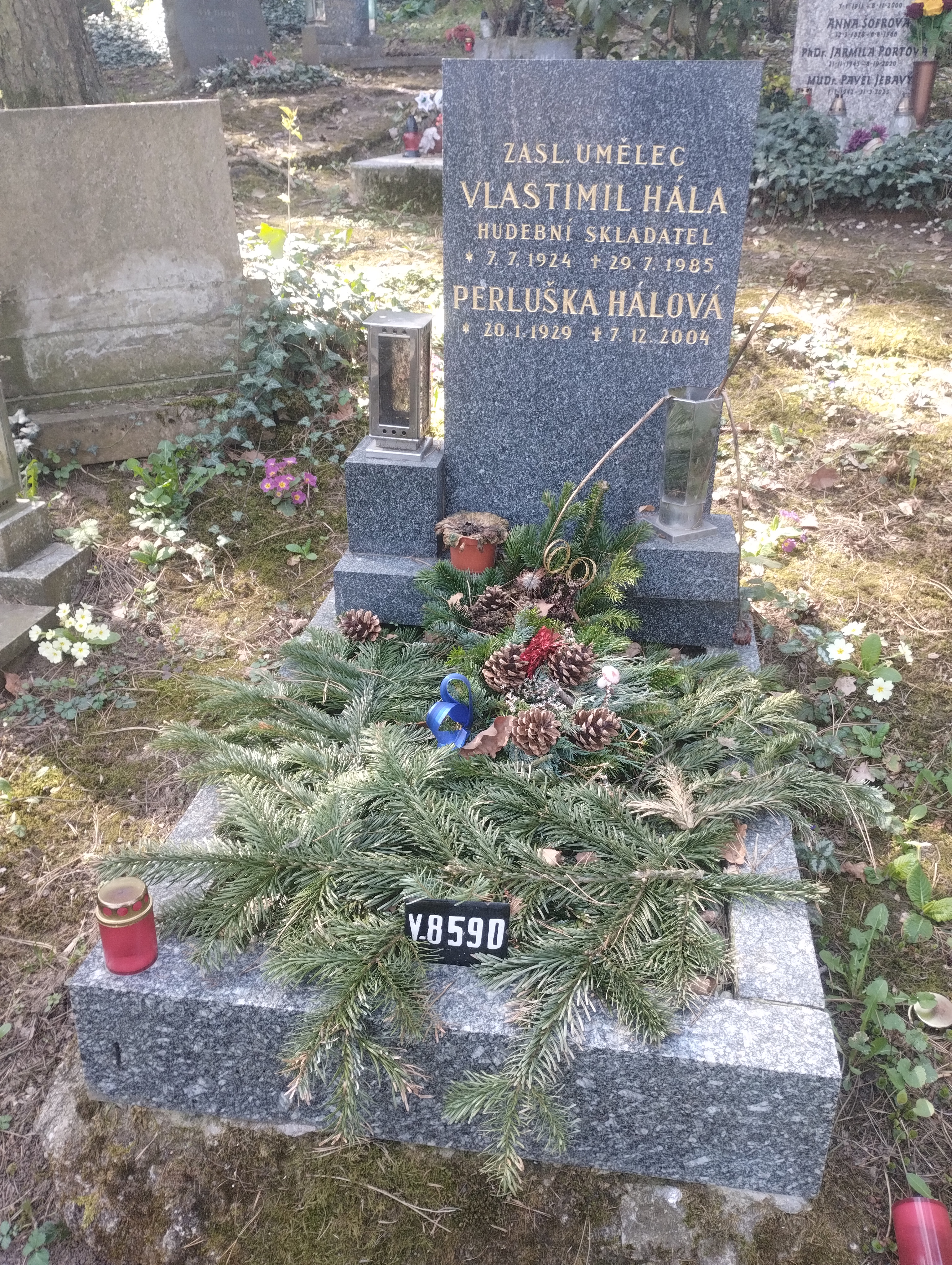
Hrob Vlastimila Hály
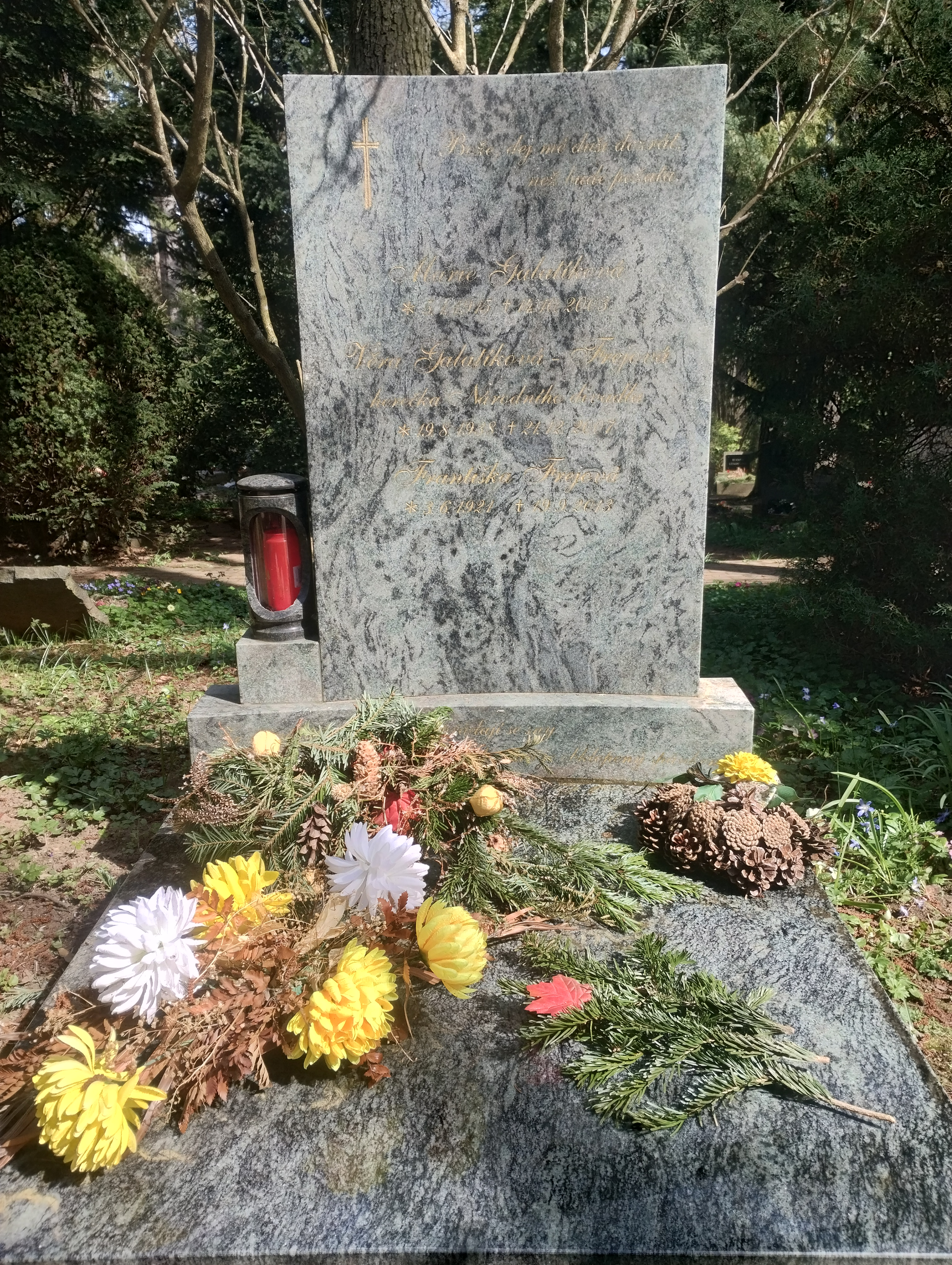
Hrob Věry Galatíkové

## Galerie

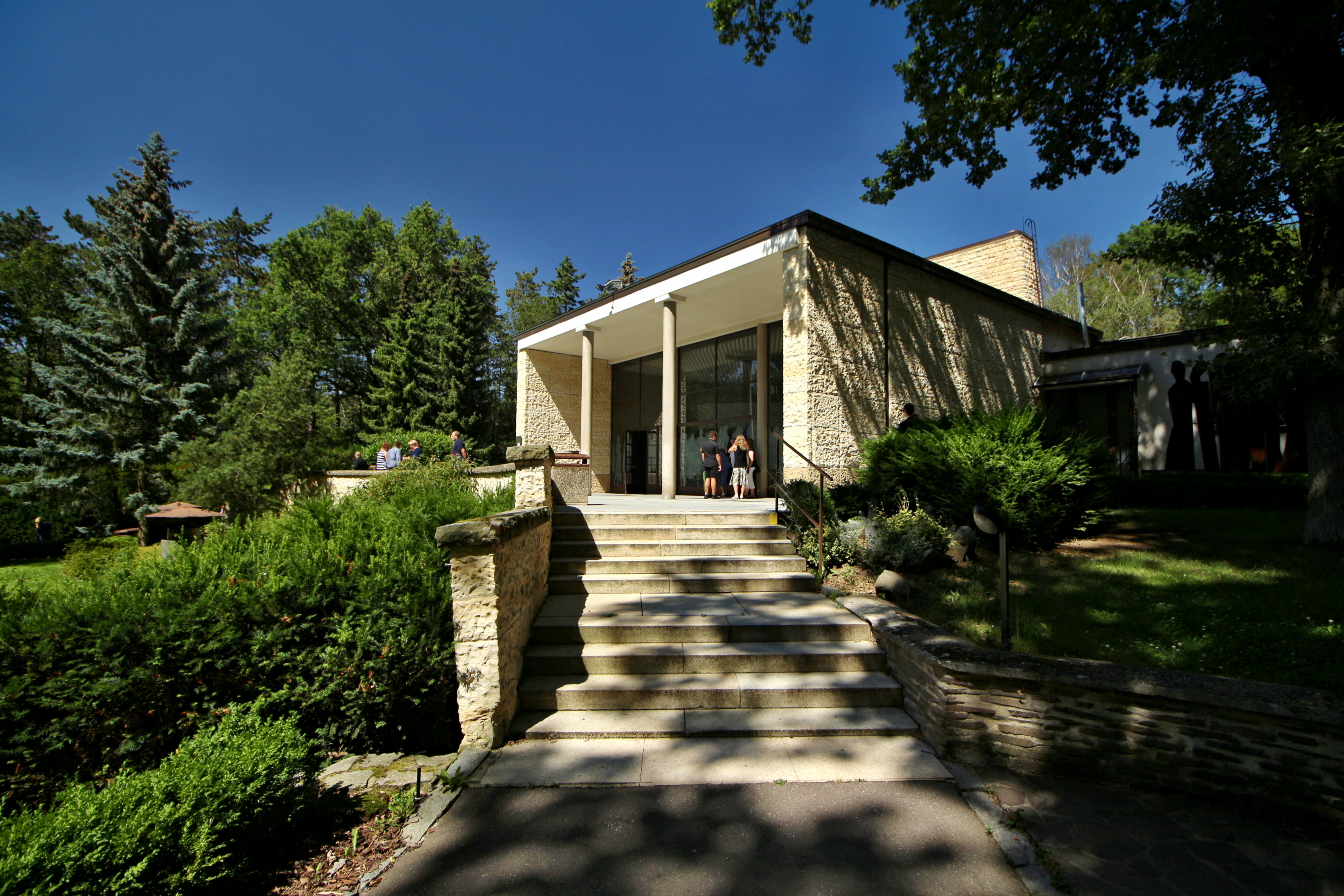
Budova krematoria
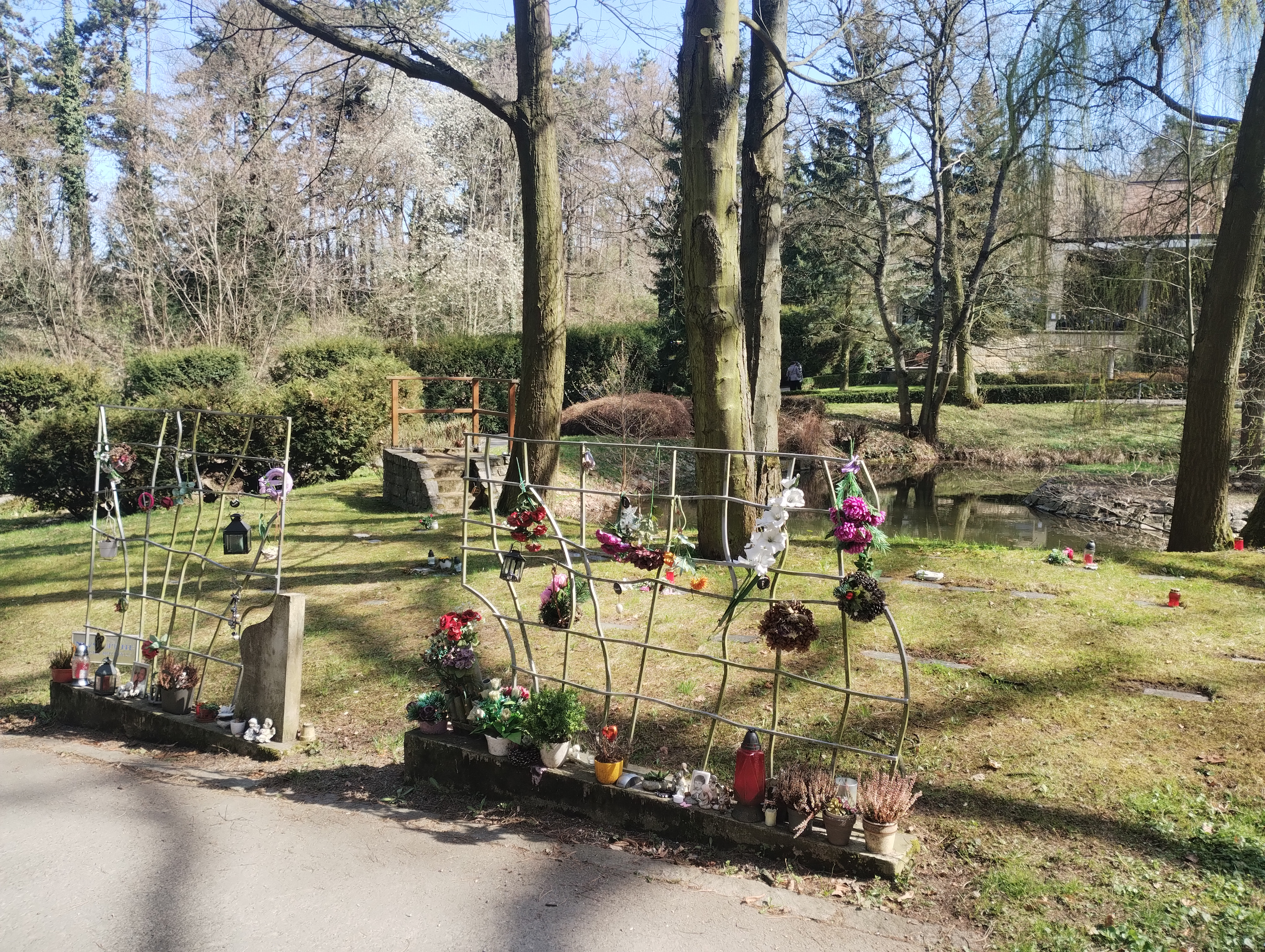
Rozptylová loučka
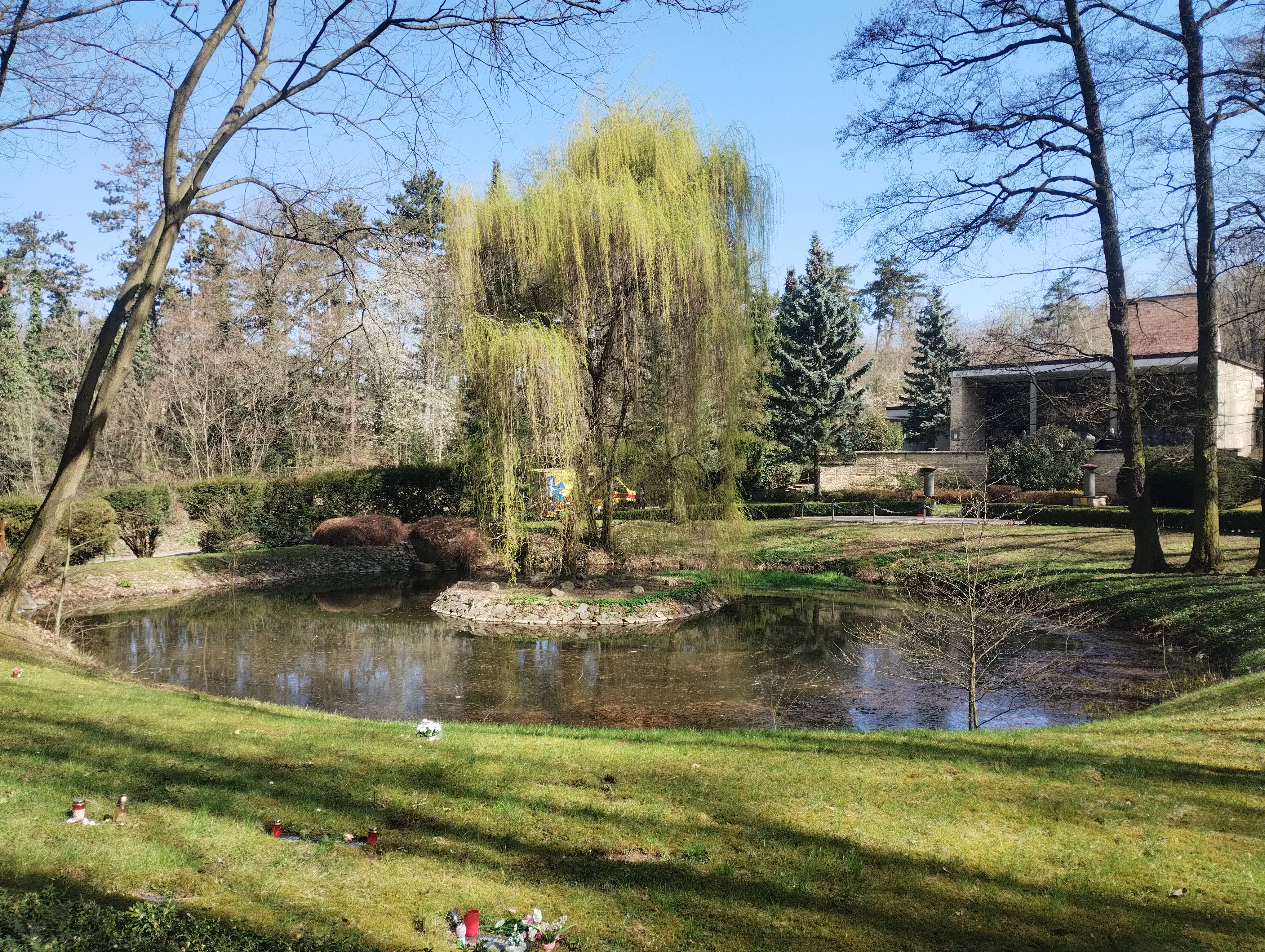
Rybníček a rozptylová loučka
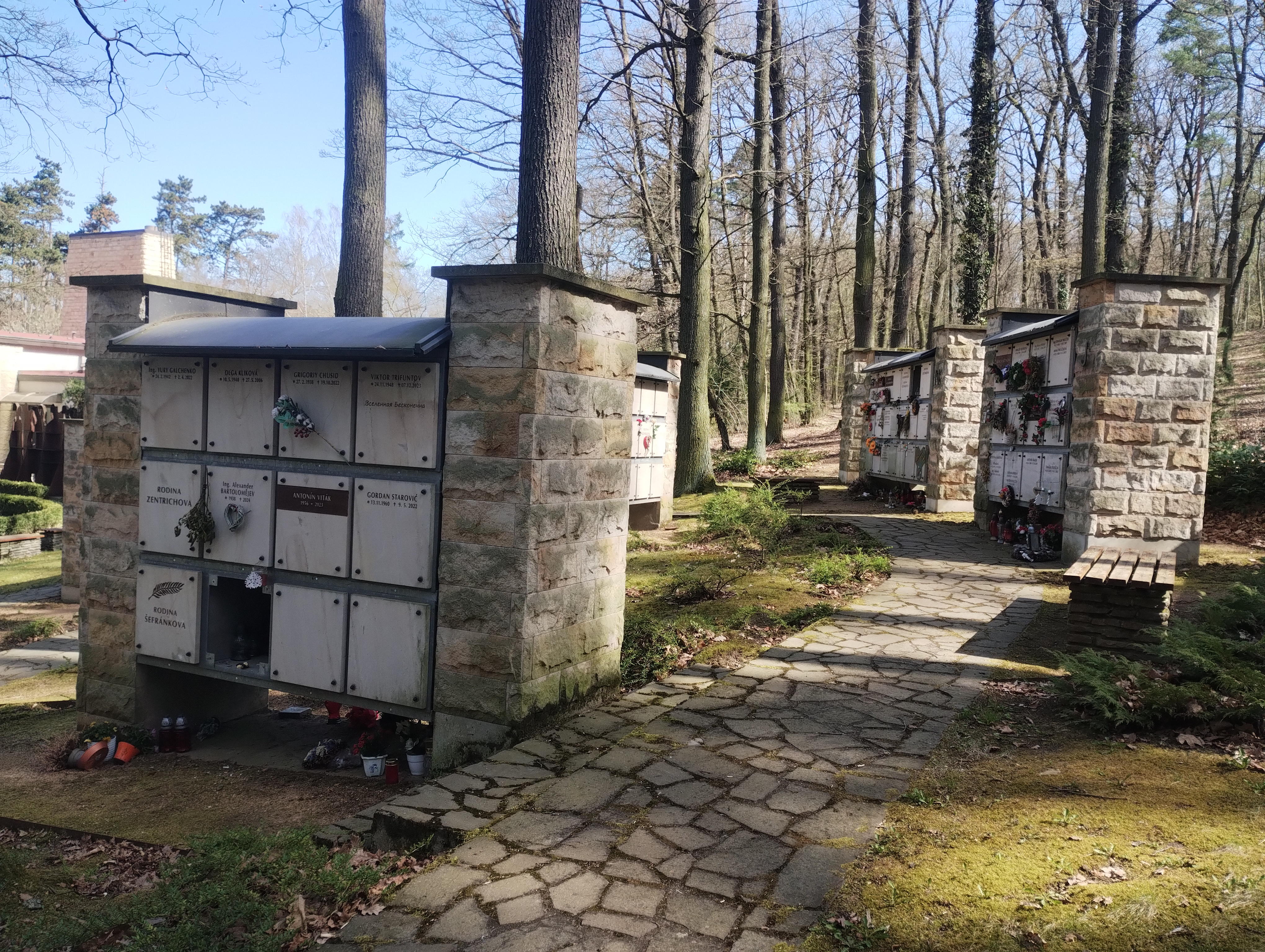
Kolumbária
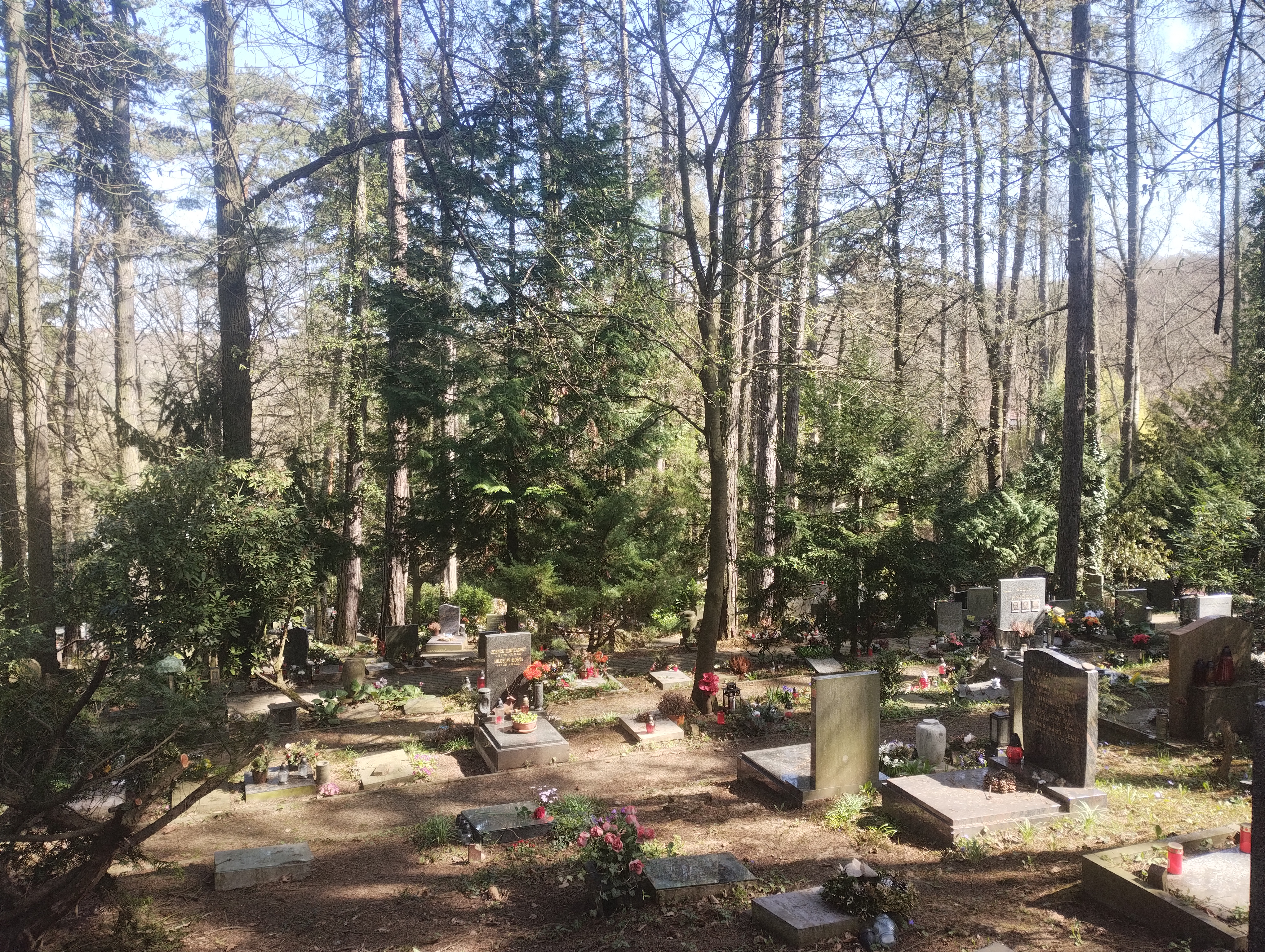
Motolský hřbitov, část V